# Larimer megye
Larimer megye az Amerikai Egyesült Államokban, azon belül Colorado államban található. Megyeszékhelye és legnagyobb városa Fort Collins. Lakosainak száma 359 066 fő (2020. április 1.). Larimer megye Laramie, Boulder, Grand, Albany, Weld és Jackson megyékkel határos.

## Népesség
A megye népességének változása:
| Lakosok száma | 300 482 | 305 137 | 310 686 | 315 988 | 333 577 | 359 066 |
|               | 2010    | 2011    | 2012    | 2013    | 2015    | 2020    |